# Alá como dios lunar

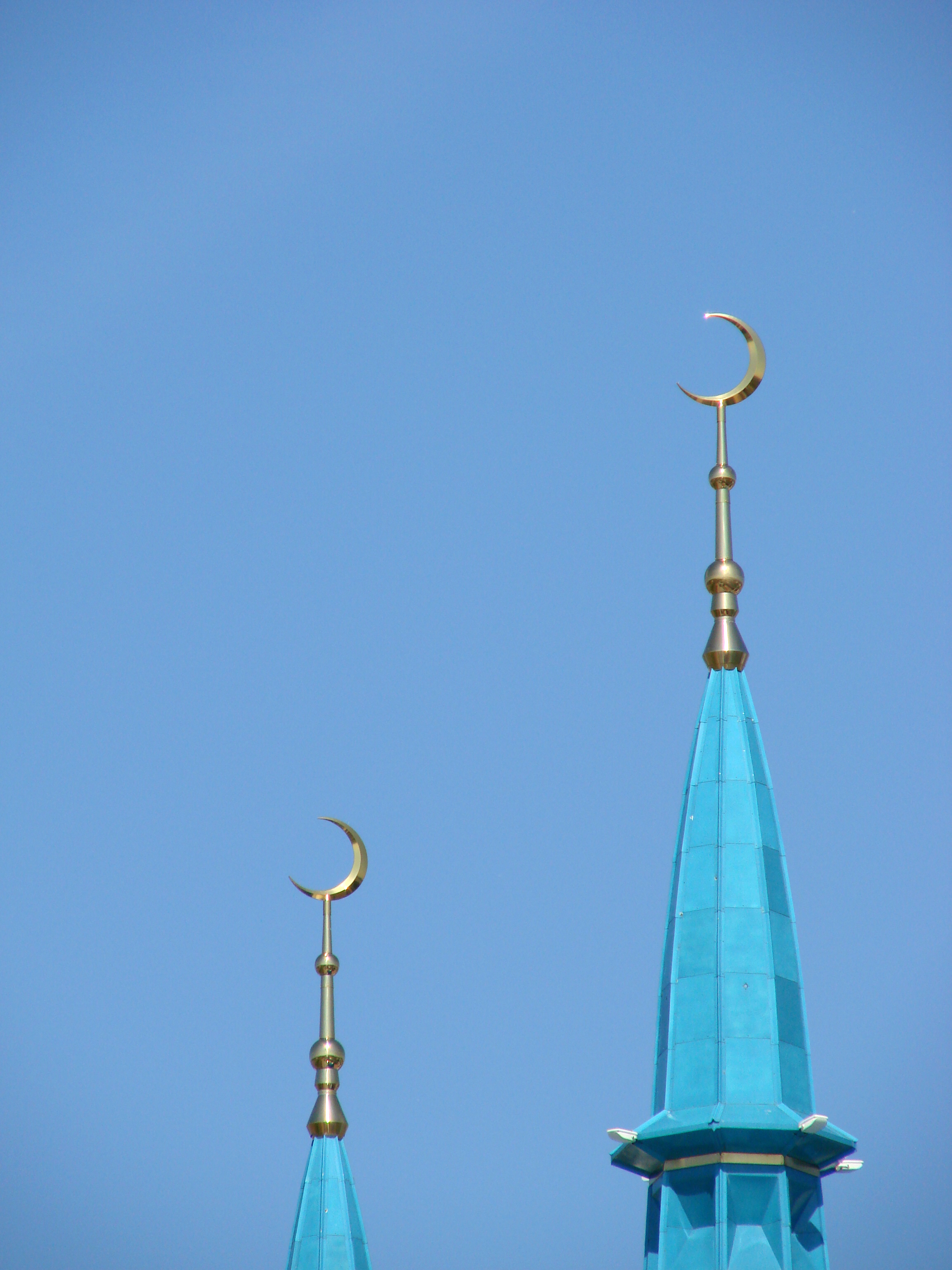
Minaretes de la mezquita Qol Šärif en el Kremlin de Kazán, Rusia

La noción de Alá como dios lunar ha existido dentro de ciertas corrientes evangélicas estadounidenses desde la década de 1990. La idea deriva del panfleto escrito por Robert Morey The Moon-god Allah: In Archeology of the Middle East (1994, «El Dios de la Luna, Alá, en la arqueología del Medio Oriente»). El argumento consiste en que "Alá" era el nombre de un dios lunar en la mitología árabe preislámica, lo cual implicaría que los musulmanes idolatran a un dios diferente del dios judeocristiano.
La idea ha sido discutida en las historietas de Jack Chick. Se dice que el uso del calendario lunar y la prevalencia de imágenes de la luna creciente en el islam es el resultado de este fenómeno.
El profesor de islam clásico Joseph Lumbard ha refutado la hipótesis, calificándola de «no solo un insulto a los musulmanes, sino también un insulto a los cristianos árabes que utilizan el nombre Alá para designar a Dios».
En 2009, el antropólogo Gregory Starrett escribió: "una reciente encuesta realizada por el Consejo por las Relaciones Islámico-Americanas reporta que al menos 10% de los estadounidenses creen que los musulmanes son paganos que adoran a un Dios o Diosa de la Luna, creencia que es enérgicamente diseminada por algunos activistas cristianos." Ibrahim Hooper, del Consejo por las Relaciones Islámico-Americanas (CAIR) llama a estas teorías como "fantasías" que son "perpetuadas en las historietas cómicas".

## Etimología
La palabra Alá ciertamente precede al islam. Como afirma Arthur Jeffrey: 

El nombre de Alá, como lo atestigua el Corán, era bien conocido en la Arabia preislámica. De hecho, tanto este como su forma femenina, Allat, se encuentran con poca frecuencia entre los nombres teóforos en las inscripciones del norte de Arabia

Julius Wellhause, un escolar del siglo XIX, también vio el concepto de "Alá (al-ilah, el Dios)" como "una forma de abstracción", originándose en los dioses locales de Meca.
Alfred Guillaume, profesor de la Escuela de Estudios Orientales y Africanos de la Universidad de Londres, indica que el término al-ilah se usaba en las inscripciones nabateas porque significa "el Dios".